# Баскетбол на летней Универсиаде 1981
Баскетбольный турнир на летней Универсиаде 1981 проходил в столице Румынии — Бухаресте с 19 по 30 июля 1981 года. Соревнования проводились среди мужских и женских сборных команд.
Чемпионом Универсиады среди мужчин стала сборная США, а среди женщин победила советская сборная.

## Медальный зачёт
| Место | Страна    | Золото | Серебро | Бронза | Всего |
| ----- | --------- | ------ | ------- | ------ | ----- |
| 1-2   | СССР      | 1      | 1       | 0      | 2     |
| 1-2   | США       | 1      | 1       | 0      | 2     |
| 3-4   | Югославия | 0      | 0       | 1      | 1     |
| 3-4   | Румыния   | 0      | 0       | 1      | 1     |

## Медалисты
|         | Золото | Серебро | Бронза    |
| Женщины | СССР · Олеся Барель · Ольга Ерофеева · Ольга Коростелёва · Галина Крисевич · Галина Кудреватова · Вера Митрофанова · Любовь Неупокоева · Людмила Рогожина · Анаит Саркисян · Ольга Сухарнова · Марианна Феодорова · Елена Чаусова · Тренеры — Лидия Алексеева · и Владимир Желдин | США · Денис Кёрри · Энн Донован · Шейла Фостер · Коринн Джулас · Ли Генри · Тради Лэйси · Кэрол Менкель-Шаудт · Мэри Островски · ЛаТауня Поллард · Валери Стилл · Лайза ван Гур · Валери Уокер · Тренер — Кэй Йоу                                          | Румыния   |
| Мужчины | США · Джон Бэгли · Кевин Бойль · Говард Картер · Мэл Даниэл · Рой Хинсон · Джим Джонстоун · Сидни Лав · Кевин Маги · Джон Пиноун · Фред Робертс · Дерек Смит · Дэйл Соломон · Тренер — Том Дэвис                                                                                  | СССР · Александр Белостенный · Валдис Валтерс · Сергей Гришаев · Николай Дерюгин · Сергей Йовайша · Геннадий Капустин · Игорь Королёв · Сергей Попов · Евгений Пустогвар · Владимир Ткаченко · Константин Шереверя · Хейно Энден · Тренер — Владимир Колос | Югославия |